# Néidorf
Néidorf (en rus: Нейдорф) és un poble de l'óblast d'Omsk, a Rússia, que en el cens del 2010 tenia 205 habitants. Pertany al districte rural de Mariànovka.